# Prometheus (DC Comics)
Pour les articles homonymes, voir Prometheus.
Prometheus est un personnage de fiction, super-vilain appartenant à l'univers de DC Comics. Créé par le scénariste Grant Morrison et le dessinateur Arnie Jorgensen, il est apparu pour la première fois dans le comic book New Year's Evil: Prometheus #1 en février 1998.

## Biographie
Son créateur, Grant Morrison, le décrit comme "l'anti-Batman." Prometheus était le fils de deux criminels qui voyageaient à travers les États-Unis avec lui, commettant des meurtres gratuits et des vols, souvent très brutaux (de la même manière que Bonnie et Clyde). Finalement, ils furent attrapés et la police dut les abattre devant leur fils, dont les cheveux blanchirent sous le choc.
Déterminé à détruire les "forces de la justice", Prometheus passa sa vie à s'entraîner pour devenir un puissant criminel, étudiant plusieurs arts martiaux et sciences. Il finit par découvrir une secte de moines vivant dans l'Himalaya qui vénéraient le Mal. Étudiant avec eux, il devint le favori de leur leader qui lui montra leur plus grand trésor, un vaisseau extra-terrestre au-dessus duquel leur monastère a été construit. 
Avec le vaisseau se trouve une clé qui menait à ce que Prometheus baptisa "La Zone Fantôme", un espace infini de vide blanc correspondant à la Zone Fantôme de Superman mais aussi aux "limbes" selon Zauriel, et à un moyen de faciliter les voyages interstellaires pour plusieurs races extra-terrestres.
En plus de sa clé, Prometheus utilise aussi une matraque high-tech qui lui permet de lancer des décharges. Sa plus grande réussite est un casque qui lui permet de télécharger des connaissances directement dans son cerveau par le biais de disques. Le casque transmet également des réflexes qui lui confèrent l'habileté en plus des connaissances. Il peut aussi émettre des flashs stroboscopiques pour désorienter ou hypnotiser ses adversaires.
Prometheus est apparu pour la première fois dans "New Year's Evil : Prometheus", un des titres de la série de one-shots New Year's Evil de DC Comics qui mettait en scène plusieurs super-vilains. Dans celui-ci, ses origines sont exposées et Prometheus tue le héros Retro qui avait gagné un concours pour être un membre de la Ligue de justice d'Amérique durant un jour. 
Dans les épisodes de JLA (volume 4 #16 et 17), Prometheus prend la place de Retro dans la Tour de Guet de la JLA sur la Lune lors d'une conférence de presse et s'attaque seul à la Ligue : il abat le Martian Manhunter avec un projectile incendiaire qui lui ôte tout contrôle sur son pouvoir de métamorphe, infecte l'armure de Steel avec un virus informatique, l'obligeant à détruire la Tour, hypnotise Huntress avant de l'assommer, attaque Kyle Rayner avec un "perturbateur neural" l'empêchant de se concentrer pour se servir de son anneau, piége Zauriel dans la Zone Fantôme, neutralise Flash avec des bombes sensibles au mouvement qui exploseraient s'il utilisait ses pouvoirs (ce qui s'avéra plus tard être un mensonge) et vainc Batman dans un combat au corps à corps en téléchargeant dans son cerveau les talents de plusieurs grands maîtres en arts martiaux, dont Batman lui-même. Il essaye ensuite de pousser Superman à se suicider en échange de la vie des personnes prisonnières dans la Tour de Guet.
Prometheus est finalement vaincu quand Catwoman, qui venait voler des bijoux exposés dans la tour, le surprend, permettant à Steel de vaincre le virus et de neutraliser le casque de Prometheus. Celui-ci s'échappa alors dans la Zone Fantôme.
Prometheus revint plus tard comme membre du second Injustice Gang formé par Lex Luthor (JLA #34, 36-41). Il utilisa la Zone Fantôme et un vaisseau martien qui y était abandonné pour pénétrer dans la Tour de Guet. Il essaya de tuer Oracle quand elle refusa son offre d'utiliser sa technologie pour lui rendre l'usage de ses jambes en échange de sa trahison de la JLA.
Il eut ensuite droit à un match retour contre Batman, qui entre-temps avait réussi à découvrir les secrets du casque de Prometheus. Batman y téléchargea la connaissance et les capacités (y compris motrices) du Professeur Stephen Hawking.
Prometheus apparut brièvement dans le crossover JLA/Avengers combattant le héros de Marvel Comics Captain America.
Prometheus est ensuite apparu à Star City, combattant Green Arrow et la police. Il leur échappa de justesse avec l'aide de Silence, venu le recruter pour abattre Batman (Batman: Gotham Knights #53-54).

## Apparitions dans d'autres médias

### Jeux vidéo
- Caméo et mention dans Batman: Arkham Asylum et Arkham City.
- Justice League Heroes version DS du jeu.

### Série
- L'antagoniste de la saison 5 d'Arrow porte le nom de Prometheus, mais il n'est en rien lié au personnage déjà existant de DC Comics selon Marc Guggenheim, le co-créateur de la série. C'est ici un archer portant un costume assez semblable à celui de Green Arrow bien que plus sombre et portant un masque dissimulant sa véritable identité. Assassin utilisant l'arc, le katana et les shurikens, il cherche à se venger d'Oliver Queen car celui-ci aurait tué son père Justin Claybourne 4 ans plus tôt. Son identité n'est autre qu'Adrian Chase, le procureur de Star City.